# Джефф Розенсток
Джеффрі Ернест Розенсток (англ. Jeffrey Ernest Rosenstock) — американський музикант, мультиінструменталіст, співак і автор пісень з Лонг-Айленда, Нью-Йорк.
Він відомий своїми колишніми гуртами Bomb the Music Industry! та The Arrogant Sons of the Bitches, а також як сольний виконавець та як композитор для анімаційного серіалу Craig of the Creek.
Він є засновником незалежного онлайн лейбла Quote Unquote Records, першого звукозаписного лейбла, заснованого на пожертвах.

## Раннє життя
Джеффрі Ернест Розенсток народився 7 вересня 1982 року у Болдуїні на Лонг-Айленді в Нью-Йорку. Його мати — єврейка, яка працювала вчителем мистецтва, батько — німець католик, який працював юристом. Розенсток ідентифікує себе як єврея. Його сестра — телесценарист і драматург Кім Розенсток.

## Кар'єра
Розенсток заснував свій перший гурт The Arrogant Sons of Bitches (ASOB) у 1995 році, коли він і його друг Джо Верфельман, посилаючись на почуття дискомфорту, вирішили не відвідувати похорон друга, а замість цього провели час, граючи кавер-версії гурту Green Day.
У 2004 році гурт почав розпадатися, і Джефф Розенсток спочатку самостійно (DIY) записав сольну пісню під псевдонімом «Bomb the Music Industry», а далі створив гурт з такою ж назвою, Bomb the Music Industry.
Гурт Bomb the Music Industry став відомий своєю панк етикою DIY (зроби сам) і прихильністю до доступності, заслуживши репутацію «Fugazi епохи панку в еру Інтернету».
Після того, як гурт Bomb the Music Industry випустив перший повноформатний альбом Album Minus Band, Розенсток заснував Quote Unquote Records, перший звукозаписний лейбл, заснований на пожертвах, який розповсюджував усі релізи лейблу в цифровому вигляді за моделлю «плати, скільки хочеш».
Розенсток розпочав сольну кар’єру в 2012 році, випустивши свій дебютний сольний мікстейп I Look Like Shit, через два місяці після того, як гурт Bomb the Music Industry! оголосив про перерву на невизначений термін.
За цим послідував проект Summer Seven Club у 2013 році, який надавав  ексклюзивний доступ до нових пісень, які періодично випускалися протягом наступних місяців, усім покупцям 7"синглу Summer, Джеффрі Розенстока.
Пізніше всі пісні з Summer Seven Club були зібрані та доступні як збірний альбом Summer+.
у 2015 році Розенсток випустив перший сольний студійний альбом, We Cool?
Далі вийшли наступні сольні альбоми: Worry (14 жовтня 2016 року); Post- (1 січня 2018 року); No Dream (20 травня 2020 року); Ska Dream (ска версія альбому No Dream, 20 квітня 2021 року); Hellmode (31 серпня 2023 року).
Розенсток виступав з багатьма іншими ска та панк-рок гуртами, зокрема Mustard Plug, The Bruce Lee Band та AJJ.
Він також виступав з колишніми учасниками гурту Bomb the Music Industry!, Лаурою Стівенсон та Лі Хартні.
На творчість Розенстока вплинули такі виконавці, як Том Вейтс, Pulp, The Beach Boys.
Розенсток працював продюсером для інших виконавців, таких як Майкі Ерг, The Smith Street Band, Лаура Стівенсон і Ден Андріано.
Розенсток і фронтмен гурту Fake Problems, Кріс Фаррен, також створили і були учасниками проекту Antarctigo Vespucci.
З 2014 року Розенсток також є учасником ска гурту Bruce Lee Band разом із Майком Парком, який є засновником незалежного лейбла Asian Man Records.
Наприкінці квітня та на початку травня 2018 року Джефф Розенсток, за підтримки гуртів Bad Moves та Martha, відправився у турне по Північному Сходу та Середньому Заходу США.
З 2018 року Розенсток пише музику для анімаційного серіалу кабельного телеканалу Cartoon Network, Craig of the Creek. У 2019 році його сольний гурт випустив кавер на головну музичну тему серіалу, кавер увійшов до концертного альбому того ж року, Thanks, Sorry! У 2020 році вийшов перший повноцінний музичний епізод серіалу, для якого Розенсток написав всю музику та слова; саундтрек був випущений пізніше того ж року. Альбом із саундтреком до серіалу Craig of the Creek, який отримав назву Craig Before the Creek, був випущений у 2024 році, автором усієї музики та текстів вважається Розенсток.

## Особисте життя
У 2015 році Розенсток одружився зі своєю давньою дівчиною Крістін Макі. Пара мешкала в квартирі в Брукліні, але в січні 2020 року вони переїхали в Хайленд-Парк, Лос-Анджелес.

## Дискографія
Solo
- We Cool? (2015)
- Worry (2016)
- Post- (2018)
- No Dream (2020)
- Ska Dream (2021)
- Hellmode (2023)

The Arrogant Sons of Bitches
- Built to Fail (1998)
- Pornocracy (2000)
- Three Cheers for Disappointment (2006)

Bomb the Music Industry!
- Album Minus Band (2005)
- To Leave or Die in Long Island (2005)
- Goodbye Cool World! (2006)
- Get Warmer (2007)
- Scrambles (2009)
- Adults!!!: Smart!!! Shithammered!!! And Excited by Nothing!!!!!!! (2010)
- Vacation (2011)

Pegasuses-XL
- The Midnight Aquarium (2006)
- XL (2006)
- Pegasuses-XL (2007)
- The Antiphon (2008)
- Electro Agitators (2009)
- Psychic Entourage (2011)

Kudrow
- Lando (2009)
- Boo (split with Hard Girls) (2011)

Antarctigo Vespucci
- Soulmate Stuff (2014)
- I'm So Tethered (2014)
- Leavin' La Vida Loca (2015)
- Love in the Time of E-Mail (2018)

The Bruce Lee Band
- Community Support Group (2014)
- Everything Will Be Alright, My Friend (2014)
- Rental!! Eviction!! (2019)
- One Step Forward. Two Steps Back. (2022)

Songwriting credits
- In the Key of the Creek: A Craig of the Creek Musical (2020)

Production credits
- The Smith Street Band: Throw Me in the River (2014)
- Dan Andriano in the Emergency Room: Party Adjacent (2015)
- Binary Heart: Brighter Days (2015)
- Laura Stevenson: Cocksure (2015)
- Mikey Erg: Tentative Decisions (2016)
- The Smith Street Band: More Scared of You Than You Are of Me (2017)
- Walter Etc.: Gloom Cruise (2017)

Альбоми саундтреків
- Craig Before the Creek (2024)